# Sacosperma paniculatum
Sacosperma paniculatum är en måreväxtart som först beskrevs av George Bentham, och fick sitt nu gällande namn av George Taylor. Sacosperma paniculatum ingår i släktet Sacosperma och familjen måreväxter. Inga underarter finns listade i Catalogue of Life.